# Nearcha subcelata
Nearcha subcelata là một loài bướm đêm trong họ Geometridae.